# Jean Masson de Mortefontaine
Jean Masson de Mortefontaine est un homme politique français né le 13 octobre 1796 à Bar-sur-Aube (Aube) et mort le 30 janvier 1887 à Bar-sur-Aube.

## Biographie
Engagé comme soldat en 1814, il participe à la campagne de France et à la bataille de Waterloo. Il reste dans l'armée et prend sa retraite en 1850 avec le grade de chef d'escadron. Le 4 septembre 1870, il est maire de Bar-sur-Aube, et conseiller général en 1871. De 1876 à 1885, il est sénateur de l'Aube, siégeant à gauche.

## Sources
- « Jean Masson de Mortefontaine », dans Adolphe Robert et Gaston Cougny, Dictionnaire des parlementaires français, Edgar Bourloton, 1889-1891 [détail de l’édition]